# Franz Halder
Franz Ritter Halder, född 30 juni 1884 i Würzburg, död 2 april 1972 i Aschau im Chiemgau (Oberbayern), var en tysk militär; general av artilleriet 1 februari 1938, generalöverste 19 juli 1940. Han tilldelades Riddarkorset av Järnkorset 1939.

## Biografi

### Tiden till och med första världskriget
Halder började i juli 1902 i den kungliga bayerska armén och placerades i 3:e bayerska fältartilleriregementet Prinz Leopold i München. I början av 1903 blev han officersaspirant (tyska Fähnrich). Efter ett år vid krigsskolan i München befordrades han till fänrik (tyska Leutnant) i mars 1904. På hösten 1911 började han vid den bayerska krigsakademin och i mars 1912 blev han löjtnant (tyska Oberleutnant). Vid första världskrigets utbrott 1914 kom Halder som ordonnansofficer till 3:e kungliga bayerska armékåren och i januari 1915 blev han 2:e generalstabsofficer vid 6:e bayerska infanteridivisionen och befordrades till kapten i augusti samma år. Befordringsdatum ändrades senare till 8 november 1914. I slutet av december 1916 blev han 1:e generalstabsofficer vid 5:e bayerska infanteridivisionen, i början av 1917 kom han till 2:a arméns och i juni till 4:e arméns generalstab. I juli samma år placerades Halder som generalstabsofficer under överbefälhavare Öst (Oberbefehlshaber Ost) och kom i slutet av 1917 till högkvarteret vid armégrupp Kronprinz Rupprecht von Bayern.

### Mellankrigstiden
Efter krigets slut anställdes Halder i Tysklands rikshär (Reichsheer), den reducerade armé som Versaillesfördraget tillät och som fram till 1935 ingick i Tysklands riksvärn (Reichswehr). Han specialiserade sig där bland annat på utbildning och tjänstgjorde en tid inom försvarsministeriets utbildningsavdelning (Ausbildungsabteilung des Reichswehrministerium). Halder blev major med datum beräknat från 1 april 1923, överstelöjtnant 1 februari 1929 och återkom 1 april samma år till försvarsministeriet där han placerades vid utbildningsavdelningen inom Truppenamt, den tyska arméns dåvarande motsvarighet till generalstab. Efter att ha blivit stabschef vid riksvärnets 6:e division utnämndes han till överste 1 december 1931.
När riksvärnet utökades placerades Halder 1 oktober 1934 som Artilleriführer VII i München och befordrades samtidigt till generalmajor. Reichwehr övergick under 1935 i Wehrmacht, som sedan var Tysklands försvarsmakt fram till slutet av andra världskriget, och i oktober 1935 blev Halder chef för 7:e infanteridivisionen i München. Han befordrades till generallöjtnant 1 augusti 1936, förflyttades under hösten samma år till arméns generalstab (Oberkommando des Heeres, OKH) och planerade 1937 års stora manöver (Wehrmachtsmanöver).
Ludwig Beck avgick 27 augusti 1938 som chef för arméns generalstab (Chef des Generalstabes vom OKH) och Halder utsågs till hans efterträdare.

### Andra världskriget
Som chef för arméns generalstab deltog Halder i planeringen av angreppen på Polen 1939, Norge 1940, Frankrike 1940, Baltikum och Sovjetunionen 1941. Efter kontroverser med Adolf Hitler överfördes Halder till reserven 24 september 1942. Han misstänktes för delaktighet i 20 juli-attentatet mot Hitler, arresterades av Gestapo 23 juli 1944 och hölls fängslad till slutet av april 1945. Halder satt internerad i olika koncentrationsläger och fängelser, avskedades från armén 31 januari 1945 och befriades av amerikanska soldater i Dachau 30 april 1945. Hans hustru och äldsta dotter satt under slutet av kriget i Ravensbrück.

### Tiden efter andra världskriget
Från maj 1945 till juni 1947 var Halder krigsfånge hos amerikanerna och arbetade därefter för amerikanska arméns krigshistoriska undersökningskommitté (US Army Historical Division) i bland annat Königstein. Han var 1948–1961 chef för Historical Liaison Group, Historical Division i amerikanska armén. I november 1961 tilldelades han Meritorious Civilian Service Award of the USA, den högsta amerikanska civila belöningen för tjänster till staten.
Halder publicerade 1949 boken Hitler als Feldherr, i vilken han beskriver Hitler som en "besatt fanatiker utan något som helst militärstrategiskt sinne".
Senare rekryterades Halder av US Army till German Military History Program för att delge upplysningar om den tyska arméns kamp mot Röda armén. År 1961 tilldelade president John F. Kennedy Halder utmärkelsen Meritorious Civilian Service Award.

## Utmärkelser
Franz Halders utmärkelser
- Järnkorset av andra klassen
- Järnkorset av första klassen
- Hohenzollerska husordens riddarkors med svärd: 2 oktober 1918
- Prinsregent Luitpolds av Bayern jubileumsmedalj
- Bayerska militärförtjänstorden av fjärde klassen med svärd och krona
- Albrektsordens riddarkors av första klassen med svärd
- Militärförtjänstkorset av tredje klassen med krigsdekoration: 27 februari 1918
- Ärekorset (Ehrenkreuz für Frontkämpfer)
- Tilläggsspänne till Järnkorset av andra klassen
- Tilläggsspänne till Järnkorset av första klassen
- Wehrmachts tjänsteutmärkelse av fjärde, tredje, andra och första klassen
- Riddarkorset av Järnkorset
  - Riddarkorset: 27 oktober 1939
- Mikael den tappres orden av tredje och andra klassen: 14 oktober 1941
- Frihetskorsets orden av första klassen med kraschan, eklöv och svärd: 25 mars 1942
- Meritorious Civilian Service Award (USA): november 1961

### Webbkällor
- Lexikon der Wehrmacht, Franz Halder